# Gioseffo Vitali
 (janvier 2009).
Pour les articles homonymes, voir Vitali.
Gioseffo Vitali (Bologne - ) est un peintre italien baroque du Settecento (XVIIIe siècle).

## Biographie
Gioseffo Vitali commence son apprentissage auprès de Giovanni Gioseffo dal Sole.
À Bologne, il peint  une Annonciation pour l'église Sant' Antonio, un  San Petronio pour SS. Sebastiano e Rocco, et le Martyre de Sainte Cécile pour chacune de ces églises.

## Sources
- (en) Cet article est partiellement ou en totalité issu de l’article de Wikipédia en anglais intitulé « Gioseffo Vitali » (voir la liste des auteurs).